# Правило Габера

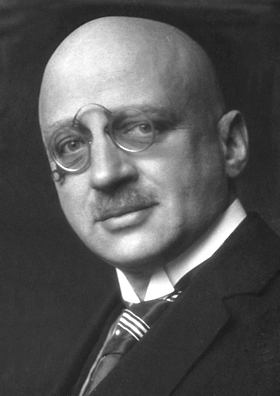
Фріц Габер (1919)

Пра́вило Га́бера, також фо́рмула Га́бера — понятті у токсикології, згідно якого добуток концентрації токсичної речовини у повітрі та часу її дії на організм для досягнення однакового ефекту є постійним значенням. Правило будо введене у 1924 році німецьким хіміком Фріцом Габером, провідним науковцем і одним з основоположників сучасної хімічної зброї, на основі робіт токсиколога Фердинанда Флури (1921).
Спираючись на дослідження з бойовими отруйними речовинами, Габер прийшов до висновку, що для спричинення певної біологічної відповіді (наприклад, отруєння або смерті) у визначеної групи об'єктів (людей, тварин) кожна токсична речовина має свої показники коефіцієнта токсичності W (від нім. Wirkung — ефект, дія):
W = C · t,
де W — коефіцієнт токсичності, мг·хв/м³;
C — концентрація токсину у повітрі, мг/м³;
t — час дії токсину на організм (експозиція), хв.
В оригінальній роботі Флури мав місце третій множник — реальний об'єм повітря, поглинутий організмом за час експозиції. Однак Габер зробив припущення, що для конкретного виду об'єктів цей об'єм є сталим, і включив його до коефіцієнту токсичності. Також за словами Флурі рівняння найкраще описувало експериментальні дані при значеннях часу експозиції у декілька хвилин і концентрації токсину у кілька міліграмів на метр кубічний.
Однак навіть у такому вигляді правило підходило лише для описання ідеальних випадків — коли поглинуті токсини повністю накопичувалися в організмі. Сам Габер з цього приводу відзначав, що, наприклад, синильна кислота не може бути описана його правилом, оскільки вона як поглинається, так і виділяється крізь легені, особливо у незначних кількостях. Тому для деяких речовин (HCN, CO) у формулі використовують поправку C0, що дорівнює пороговій концентрації токсичної речовини, нижче якої токсин виводиться організмом, не завдаючи ушкоджень:
W = (C - C0) · t,
У 1934 році Флури, проводячи дослідження наркотичної дії деяких розчинників, помітив, що при використанні повітря із низькою концентрацією досліджуваної речовини її сумарна витрачувана кількість є значно більшою, аніж у випадку високих концентрацій. У подальшому цю поправку реалізували, ввівши до формули степінну константу n, яка набуває значень від 1 до 7 по мірі збільшення токсичності використовуваної речовини:
W = Cn · t
Для знаходження коефіцієнту токсичності експоненціальну модифікацію формули (без порогової концентрації) будують у декартових координатах у логарифмічному вигляді:
log W = n · log C + log t
log t = -n · log C + log W,
де ординатою (віссю Y) є логарифм часу експозиції, а абсцисою (віссю X) — логарифм концентрації. Лінія, що описує експериментальні значення, перетинатиме вісь Y у точці, що відповідає логарифму коефіцієнта.